# 钱逸泰
钱逸泰（1941年1月3日—2023年1月14日），男，江苏无锡人，中国无机化学家，中国科学院院士，英国皇家学会会士，中国科学技术大学化学与材料科学学院教授、博士生导师，山东大学化学与化工学院院长、教授、博士生导师。

## 生平
1941年生于江苏无锡。1962年毕业于山东大学化学系。1986年进入中国科学技术大学任教。1997年当选中国科学院院士。2005年起任山东大学胶体与界面化学教育部重点实验室学术委员会主任。2008年当选为英国皇家学会会士。2015年获得何梁何利基金科学与技术进步奖。